# Sæson (tv-serie)
 For alternative betydninger, se Sæson. (Se også artikler, som begynder med Sæson)
En sæson er en periode hvori en given tv-serie udsendes. En sæson består af afsnit, og mange tv-serier består af flere sæsoner. En sæson indeholder typisk 6 til 22 afsnit. Antallet af afsnit kan inden for samme tv-serie variere fra sæson til sæson, og det er ikke usædvanligt at første sæson har et langt mindre antal end de senere vil få. Det afhænger af hvor meget den respektive tv-kanal bestiller. En sæson afsluttes med et finaleafsnit, der i bedste fald sikrer at seerne følger med når næste sæson starter, normalt mange måneder efter afslutningen. På amerikansk kalder man sæsoner for "season," mens det i England og Irland er navngivet "series." Mange af de større tv-serier udgiver en eller flere sæsoner på dvd, under eller efter hele seriens produktion.
Produktionen af en sæson starter nogle måneder før dens første afsnit transmitteres, og fortsætter løbende mens afsnittene udsendes. Det er derfor ikke usædvanligt at der produceres flere afsnit simultant, men hvor de er på forskellige stadier af produktionen.
| Fjernsyn | Spire Denne artikel om et tv-program er en spire som bør udbygges. Du er velkommen til at hjælpe Wikipedia ved at udvide den. |